# Gary Busey
William Gary Busey (Baytown, 29 de junho de 1944) é um ator norte-americano.
É famoso por seu papel no filme A Hora do Lobisomem e por suas atuações como (coadjuvante/secundário)s em diversos filmes de sucesso, como Máquina Mortífera, onde fez o vilão Joshua, Dr. Dolittle 3, Predador 2 - A Caçada Continua, A Força em Alerta, Caçadores de Emoção, Eye of the Tiger e The Buddy Holly Story.

## Filmografia

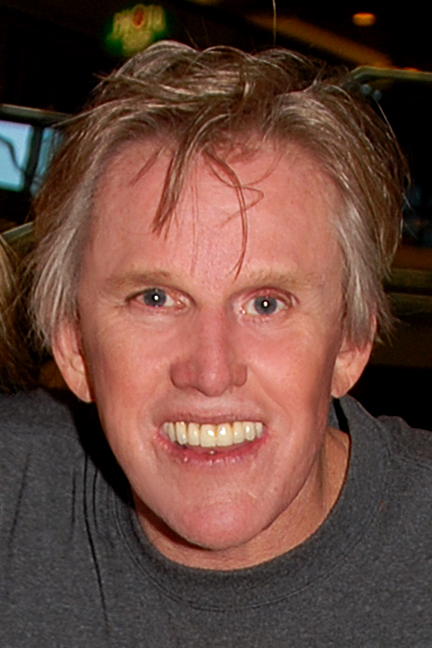
Busey em Setembro de 2007.

### Cinema
- 1967 - The Love-Ins
- 1968 - Wild in the Streets
- 1971 - Angels Hard as They Come
- 1972 - The Magnificent Seven Ride!
- 1972 - Dirty Little Billy
- 1973 - Lolly-Madonna XXX
- 1973 - Hex
- 1973 - The Last American Hero
- 1974 - Thunderbolt and Lightfoot
- 1975 - You and Me (1975)
- 1976 - A Star Is Born (1976)
- 1976 - The Gumball Rally
- 1978 - The Buddy Holly Story
- 1978 - Straight Time
- 1978 - Big Wednesday
- 1980 - Carny
- 1980 - Foolin' Around
- 1982 - Barbarosa
- 1983 - Didn't You Hear...
- 1983 - D.C. Cab
- 1984 - The Bear
- 1985 - Insignificance
- 1985 - Silver Bullet
- 1986 - Eye of the Tiger
- 1986 - Let's Get Harry
- 1987 - Lethal Weapon
- 1988 - Bulletproof
- 1989 - Hider in the House
- 1990 - Act of Piracy
- 1990 - Predator 2
- 1991 - Point Break
- 1991 - My Heroes Have Always Been Cowboys
- 1992 - Canvas
- 1992 - Under Siege
- 1992 - The Player
- 1993 - The Firm
- 1993 - Rookie of the Year
- 1993 - South Beach
- 1994 - Breaking Point
- 1994 - Surviving the Game
- 1994 - Drop Zone
- 1994 - Warriors
- 1994 - Chasers
- 1995 - Man with a Gun
- 1996 - Livers Ain't Cheap
- 1996 - One Clean Move
- 1996 - Black Sheep
- 1996 - Carried Away
- 1996 - Sticks & Stones
- 1996 - The Chain
- 1997 - Steel Sharks
- 1997 - Suspicious Minds
- 1997 - The Rage
- 1997 - Lost Highway
- 1997 - Lethal Tender
- 1997 - Plato's Run
- 1998 - Rough Draft
- 1998 - Soldier
- 1998 - Fear and Loathing in Las Vegas
- 1998 - Detour
- 1999 - Two Shades of Blue
- 1999 - Hot Boyz
- 1999 -  The Girl Next Door
- 1999 - No Tomorrow
- 1999 - Jacob Two Two Meets the Hooded Fang
- 2000 - A Crack in the Floor
- 2000 - Tribulation
- 2000 - Glory Glory
- 2000 - G-Men from Hell
- 2001 - A Crack in the Floor
- 2001 - Down 'n Dirty
- 2002 - Sam and Janet
- 2002 - On the Edge
- 2002 - Welcome 2 Ibiza
- 2002 - Slap Shot 2: Breaking the Ice
- 2003 - Frost: Portrait of a Vampire
- 2003 - The Prize Fighter
- 2003 - Quigley
- 2003 - Scorched
- 2003 - The Shadowlands
- 2003 - Ghost Rock
- 2004 - Shade of Pale
- 2004 - Motocross Kids
- 2004 - Fallacy
- 2004 - Lexie
- 2004 - El Padrino
- 2004 - Border Blues
- 2004 - Latin Dragon
- 2005 - The Hand Job
- 2005 - Souled Out
- 2005 - No Rules
- 2005 - Chasing Ghosts
- 2005 - A Sight for Sore Eyes
- 2005 - The Baker's Dozen
- 2005 - Buckaroo: The Movie
- 2005 - The Gingerdead Man
- 2006 - The Hard Easy
- 2006 - Descansos
- 2006 - Valley of the Wolves: Iraq
- 2006 - Dr. Dolittle 3 (voz)
- 2006 - Shut Up and Shoot!
- 2006 - Soft Target
- 2006 - Buy the Ticket, Take the Ride: Hunter S. Thompson on Film (Documentário)
- 2007 - Lady Samurai
- 2007 - Homo Erectus
- 2007 - Blizhniy Boy: The Ultimate Fighter
- 2007 - Succubus: Hell-Bent
- 2008 - Beyond the Ring
- 2009 - Hallettsville
- 2009 - Down and Distance
- 2010 - Freaky Saturday Night Fever
- 2011 - Guido
- 2011 - Jenny
- 2012 - Change of Heart
- 2012 - Piranha 3DD
- 2012 - Lizzie
- 2013 - Matt's Chance
- 2013 - Bounty Killer
- 2014 - Confessions of a Womanizer
- 2014 - Behaving Badly
- 2015 - Entourage

### Televisão
- 1970 - The High Chaparral (episódio: "The Badge")
- 1971 -  Dan August (episódio: "The Manufactured Man")
- 1972 - Bonanza (episódio: "The Hidden Enemy")
- 1973 - Kung Fu (episódio: "The Ancient Warrior")
- 1974 - The Execution of Private Slovik (filme)
- 1974–1975 - The Texas Wheelers (todos os 8 episódios)
- 1975 - Gunsmoke  (episódio: "The Busters")
- 1975 - Baretta (episódio: "On the Road")
- 1979 - Saturday Night Live
- 1985 - The Hitchhiker (episódio: "W.G.O.D.")
- 1993 - Fallen Angels (episódio: "Since I Don't Have You")
- 1997 - Hawaii Five-O
- 1988 - A Dangerous Life (miniséries)
- 1989 - The Neon Empire (filme)
- 1991 - Wild Texas Wind (Telefilme)
- 1992 - Chrome Soldiers (Telefilme)
- 1997 - Hawaii Five-O (filme)
- 1997 - Rough Riders (minisséries)
- 1998 -  Universal Soldier II: Brothers in Arms (filme)
- 1998 - The Girl Next Door (filme)
- 1999 - Walker, Texas Ranger (episódio: "Special Witness")
- 1999 - Shasta McNasty (episódio: "The Thanksgiving Show")
- 2000 - The Outer Limits (episódio: "Revival")
- 2000 - The Huntress (episódio: "What Ralph Left Behind")
- 2001 - Law & Order (episódio: "Formerly Famous")
- 2001 - King of the Hill (episódio: "Soldier of Misfortune" (voz))
- 2002 -  The Man Show (episódio: "The Juggbournes")
- 2003 - Russians in the City of Angels (3 episódios)
- 2003 - I'm with Busey (todos 13 episódios)
- 2004 - Penn & Teller: Bulls***!  (episódio: "12 Stepping")
- 2004–2005, 2007 - Entourage (episódio: 1.6, 2.1, 4.8)
- 2005 - Yesenin (minissérie)
- 2005 - The Simpsons (episódio: "On a Clear Day I Can't See My Sister")
- 2005 - Into the West (minissérie)
- 2005 - Celebrity Fit Club (USA) (2º temporada)
- 2006 - Tom Goes to the Mayor (episódio: "Wrestling") (voz de Coach Harris)
- 2006 - Scrubs (episódio: "My Missed Perception")
- 2006 - Celebrity Paranormal Project (todos as 9 episódios)
- 2007 - Maneater (filme)
- 2008 - The Cho Show (episódio: "Off the Grid")
- 2008 - Celebrity Rehab with Dr. Drew (2º temporada)
- 2009 - Nite Tales: The Series (episódio: "Trapped")
- 2009 - The Comedy Central Roast of Larry the Cable Guy
- 2011 - Celebrity Apprentice 4
- 2011 - Two and a Half Men (episódio: "Frodo's Headshots")
- 2012 - truTV Presents: World's Dumbest...
- 2012 - Rove LA (4 episódios)
- 2012 - Celebrity Wife Swap (1 episódio)
- 2012–2013 - Mr. Box Office (4 episódios)
- 2013 - Celebrity Apprentice 6
- 2014 - American Dad!; episode: "She Swill Survive"
- 2014 - Celebrity Big Brother 14
- 2015 - Dancing with the Stars
- 2016 - Sharknado: The 4th Awakens

### Video Games
- 2002 - Grand Theft Auto: Vice City (voz)
- 2006 - Grand Theft Auto: Vice City Stories (voz)
- 2008 - Saints Row 2 (voz)
- 2016 - Hitman (voz e semelhante)
- 2018 - Killing Floor 2 (voz)